# Theritas danaus
Theritas danaus is een vlinder uit de familie van de Lycaenidae. De wetenschappelijke naam van de soort is voor het eerst geldig gepubliceerd in 1865 door Cajetan Freiherr von Felder & Rudolf Felder. De soort komt voor in Venezuela, Ecuador, Bolivia en Peru.